# Kiko Loureiro
Kiko Loureiro (Pedro Henrique Loureiro, Rio de Janeiro, 1972. június 16. –) brazil heavy metal gitáros, aki az Angra zenekar révén vált ismertté. 
Az Angra mellett több formációban is megfordult több mint két évtizedes pályafutása alatt, de instrumentális szólólemezek és gitároktató kiadványok is fűződnek a nevéhez. Az 1990-es évek végén a heavy metal újbóli megerősödésével és ebből fakadóan az Angra egyre nagyobb népszerűségének köszönhetően vált ismertté a neve, elsősorban Japánban. Nevét már egy jó ideje a világ minden tájékán jegyzik, de igazából (saját hazája mellett) máig Japánban számít a legismertebbnek. Legtöbbször a japán gitármagazinok címlapján szerepel, melyek közül a BURRN 2007-ben az év gitárosának választotta. Kiko 2015.4.2.-től tagja a Megadeth nevű thrash metal együttesnek.

## Pályafutása
Zenei tanulmányait 11 éves korában kezdte, eleinte akusztikus gitáron kezdett el játszani. Ekkoriban olyan gitárosok voltak rá hatással, mint Eddie Van Halen, Jimmy Page, Jimi Hendrix, és Randy Rhoads. 13 éves korában kezdett el elektromos gitáron játszani, 16 éves korában pedig már olyan helyi együttesekben játszott, mint a Legalyze és az A Chave. Eme formációkkal São Paulo klubjaiban lépett fel, mígnem 19 éves korában csatlakozott az Angra zenekarhoz, amelynek a mai napig tagja. Az Angra első lemeze Reaching Horizons címmel 1992-ben jelent meg, melyet egy év múlva az Angels Cry követte. 1993-ban adta ki első oktatóvideóját, mely Guitarra Rock címmel jelent meg. A 90-es években több Angra lemez is megjelent, melyeken az európai stílusú power metal keveredik progresszív metal, speed metal és neoklasszikus metal elemekkel, de időnként brazil zenei hatások és szimfonikus betétek is hallhatóak az együttes lemezein.
Ugyan az Angra a 2000-es években is aktívan működött, Loureiro ennek ellenére több oktatófilmet és szólólemezt is kiadott az évtizedben. Előbbiből 2003-ban kettő is megjelent (Os Melhores Solos e Riffs do Angra, Tecnica e Versatilidade), melyeket 2009-ben újabb kettő követett (Guitarra Tecnica Para Iniciantes, Rock Fusion Brasileiro). Utolsó oktatóvideói 2010-ben Creative Fusion és Beyond Pentatonics & Power Chord címmel jelentek meg. Első szólólemezét 2005-ben adta ki, mely a No Gravity címet kapta. Ezt követte a 2006-os, jazzesebb hangvételű Universo Inverso. Elődjéhez hasonlóan ennek a lemeznek is Dennis Ward volt a producere, csakúgy mint a máig utolsó 2009-es Fullblast címűnek is.
2007-ben szerepelt Tarja Turunen My Winter Storm albumán, de az énekesnő The Seer (EP) című lemezén is felbukkant. Emellett tagja a Neural Code formációnak is, melynek zenéjében a jazz mellett latin zenei elemek és brazil ritmusok is hallhatóak.
Pályafutása során olyan hírességekkel játszott már együtt, mint Joe Satriani, Doug Wimbish (Living Colour, Madonna), Victor Wooten, Jonh De Servio (Black Label Society), Steve Harris (Iron Maiden), Mike Terrana (Yngwie J. Malmsteen, Rage, Masterplan, stb.), Andre Matos, Dave Rodgers és még sokan mások.
Loureiro nemcsak anyanyelvén és angolul beszél, de a francia, spanyol és japán nyelvekkel is elboldogul.

## Stílus, hangszer
Kiko Loureiro azon gitárosok közé tartozik, akiknek technikai repertoárjukban a modern rockgitározás minden eleme megtalálható. Sok heavy metal gitárossal ellentétben azonban otthonosan mozog a jazz területén is, valamint az akusztikus gitárt is mesteri módon kezeli. Technikai tudása és zeneszerzői képességei leginkább instrumentális szólólemezein mutatkoznak meg, melyeken az Angra-szerű power metal mellett ugyanúgy megtalálhatók a neoklasszikus gitárfutamok mint a fúziós jazz, vagy a Steve Vai és Joe Satriani nevével fémjelzett progresszívabb komponálási stílus is. Ezeken kívül előszeretettel nyúl a tradicionális brazil zene hangszerelési megoldásaihoz, mely által zenéjében latin zenei és flamencohatások is tetten érhetőek.
Technikailag nem ismer lehetetlent legyen szó tapping technikáról , alternate és sweep picking pengetésről , legato és staccato játékmódról, jazzről  vagy éppen klasszikus gitárra íródott kompozíciókról .
Stílusára a sokszínűség jellemző, mintsem a kiemelkedően egyéni hangnem, dallamvilága kevés önállóságról tesz tanúbizonyságot, azonban sokszínűségének és kimagasló technikájának köszönhetően ügyesen pótolja ezen hiányosságát.
Leggyakrabban ESP gitárokat használ, melyből saját modellje is van, de a Tagima jóvoltából is kaphatóak a nevével fémjelzett hangszerek. Ezek közül a Kiko Loureiro K2 Signature Guitar 27 érintővel rendelkezik, tremolókarral és floyd rose húrlábbal van felszerelve.
Szintén saját nevével vannak ellátva az általa használt olyan effektpedálok is, mint például a Zoom G1K vagy a Morley Kiko Loureiro Distortion Wah Volume, míg erősítők terén a Laney termékeit favorizálja elsősorban.

## Diszkográfia

### Szólólemezek
- No Gravity (JVC/Victor Entertainment, 2005)
- Universo Inverso (Victor Entertainment/Seoul, 2006)
- Fullblast (JVC/Victor Entertainment, 2009)

Oktatókiadványok
- Guitarra Rock (1993)
- Os Melhores Solos e Riffs do Angra (2003)
- Tecnica e Versatilidade (2003)
- Guitarra Tecnica Para Iniciantes (2009)
- Rock Fusion Brasileiro (2009)
- Creative Fusion (2010)

### Angra
- Reaching Horizons (1992, 1997)
- Angels Cry (JVC, 1993)
- Evil Warning EP (1994)
- Holy Land (Gravadora Eldorado, 1996)
- Freedom Call EP (1996)
- Holy Live élő EP (1997)
- Fireworks (SPV/Century Media Records, 1998)
  - Lisbon kislemez (1998)
  - Rainy Nights kislemez (1998)
- Rebirth (SPV, 2001)
  - Acid Rain kislemez (2001)
- Hunters and Prey EP (SPV 2002)
- Rebirth World Tour – Live in São Paulo koncertlemez és video (BMG/Victor Entertainment, felvétel: 2001, megjelent: 2003)
- Temple of Shadows (SPV, 2004)
  - Wishing Well kislemez (2004)
- Aurora Consurgens (SPV, 2006)
  - The Course of the Nature kislemez (2006)
- Aqua (SPV, 2010)

### Tarja
- My Winter Storm (2007)
- The Seer (EP) (2008)

### Neural Code
- Neural Code (2008)